# Guverner
Guverner je vladni izvršilni uradnik nesuverene oblike vlade, ki je nižji ranga kot vodja države. Isti naziv se uporablja za uradnike s podobnim mandatom, ki delujejo kot predstavniki družb, ki ima izvršilno oblast, v času kolonizacije.
Po navadi je guverner politik, ki vodi državo oz. provinco znotraj federacije, npr. državo, članico ZDA, po drugi stani pa je lahko le predstavnik suverena v sicer neodvisni državi, ki ne voli lastnega šefa države, ampak ima za državnega poglavarja običajno monarha druge države, kot je npr. britanska kraljica (to zastopa guverner v Kanadi, Avstraliji, Novi Zelandiji itd.) 